# Lower Shuckburgh
Lower Shuckburgh är en by i civil parish Upper and Lower Shuckburgh, i distriktet Stratford-on-Avon, i grevskapet Warwickshire i England. Byn är belägen 13 km från Rugby. Lower Shuckburgh var en civil parish fram till 1988 när blev den en del av Upper and Lower Shuckburgh. Civil parish hade 74 invånare år 1961.